# Edward Carpenter
Edward Carpenter (ur. 29 sierpnia 1844 w Brighton, zm. 28 czerwca 1929 w Guildford) – angielski pisarz, poeta, filozof, działacz socjalistyczny, a także na rzecz praw osób LGBT. Również myśliciel społeczny utożsamiany z antyindustrialnym ruchem artystycznym Arts and Crafts Movement.

## Życiorys
Kształcił się w Trinity Hall w Cambridge, gdzie następnie został wykładowcą i w 1868 otrzymał święcenia. W 1870 został wikarym teologa Fredericka Maurice'a, w 1874 zbuntował się przeciwko panującym konwenansom społecznym i religijnym i został podróżującym prelegentem nowo powstałego ruchu uniwersyteckiego rozszerzenia, i zaczął nauczać w przemysłowych miastach północnej Anglii. W 1883 kupił małą farmę w Derbyshire, gdzie mieszkał do 1922. Przez długi czas znajdował się pod wpływem twórczości Walta Whitmana, co znalazło wyraz w długim nierymowanym poemacie Towards Democracy z 1883 (rozszerzonym w 1905). Jako myśliciel społeczny był zwolennikiem Williama Morrisa, Johna Ruskina i Henry'ego Thoreau. Bardziej interesowała go reforma społeczeństwa i powrót do wiejskiego rzemiosła niż rewolucja polityczna. Pisał artykuły na tematy społeczne, m.in. England’s Ideal (1887), Civilization: Its Cause and Cure (1889, uzupełniony w 1921), które znalazły wielu czytelników i zostały przetłumaczone na wiele języków. Później pisał również artykuły na temat relacji sztuki do życia, m.in. Angels’ Wings (1898), The Art of Creation (1904) i na temat relacji między płciami, m.in. Love’s Coming-of-Age (1896) i The Intermediate Sex (1908); oba powstały pod wpływem Havelocka Ellisa. W swoich czasach był w Anglii czołowym orędownikiem wegetarianizmu, jawnego homoseksualizmu, antyindustrializmu, praw kobiet, czystego powietrza i wartości pracy fizycznej.